# Иванов, Иван Васильевич (георгиевский кавалер)
Иван Васильевич Иванов (19 декабря 1868 — ?) — генерал-майор Российской императорской армии. Участник русско-японской и Первой мировой войн. После революции вступил в Красную армию, но затем перешел в Белую армию, где в 1920 году получил чин генерал-лейтенанта. Кавалер ордена Святого Георгия 4-й степени и Георгиевского оружия.

## Биография
Иван Иванов родился 19 декабря 1868 года. По вероисповеданию был православным. Окончил Санкт-Петербургскую военную прогимназию.
2 сентября 1885 года вступил на службу в Российскую императорскую армию. Военное образование получил в Петербургском пехотном юнкерском училище, из которого бы выпущен в 6-й стрелковый батальон. 7 августа 1887 года получил старшинство в чине прапорщика, 1 сентября 1887 года получил старшинство в чине подпоручика, 1 сентября 1891 года получил старшинство в чине поручика, 15 марта 1898 года получил старшинство в чине штабс-капитана. Окончил Офицерскую стрелковую школу, с оценкой «успешно». В течение двух лет, четырёх месяцев и 6 дней был командиром роты, в течение 3 лет и 20 дней командиром батальона. 6 мая 1900 года получил старшинство в чине капитана. С 1900 года был старшим адъютантом управления 2-й стрелковой бригады. Принимал участие в русско-японской войне, во время которой был контужен. В 1905 году «за боевые отличия» был произведён в подполковники, со старшинством с 21 февраля 1905 года. 6 декабря 1910 года получил старшинство в чине полковника. По состоянию на 1 марта 1914 года служил в 6-м стрелком полку.
Был участником Первой мировой войны. 30 сентября 1914 года был назначен командиром 6-го стрелкового полка. Пос стоянию на апрель 1916 года занимал ту же должность. 2 июня 1916 года на основании 49-й и 54-й статей Георгиевского статута был произведён в генерал-майоры, со старшинством с 3 февраля 1915 года. До 17 сентября 1916 года был командующим тем же полком. С 17 сентября 1916 года был командиром бригады в 4-й стрелковой дивизии. По состоянию на декабрь 1916 года занимал ту же должность. 13 апреля 1917 года был назначен командующим 2-й стрелковой дивизией.
После Октябрьской революции присоединился к Красной армии, затем перешёл на сторону Белой армии. Служил в Донской армии. 21 июля 1920 года был произведён в генерал-лейтенанты. По состоянию на 1 октября 1920 года был временно исправляющим должность начальника Донской отдельной учебной бригады.

## Награды
Иван Васильевич Иванов был удостоен следующих наград:
- Орден Святого Георгия 4-й степени (25 апреля 1915) — «за отличия командиром 6-го стр. полка»;
- Георгиевское оружие (31 декабря 1916);
- Орден Святого Владимира 3-й степени с мечами (6 января 1915);
- Орден Святого Владимира 4-й степени (1908); мечи и бант к ордену (1 ноября 1914);
- Орден Святой Анны 2-й степени с мечами (1905);
- Орден Святой Анны 3-й степени (дата награждения орденом неизвестна); мечи и бант к ордену (22 февраля 1915);
- Орден Святой Анны 4-й степени (1910);
- Орден Святого Станислава 3-й степени (1896).